# The Darkness (banda)
The Darkness (A Escuridão) é uma banda inglesa de hard rock, formada em 2000. Suas músicas têm influência em bandas de rock dos anos 70, como Queen, Mercyful Fate, Kiss, AC/DC, Judas Priest, Led Zeppelin,  Thin Lizzy, New York Dolls, Mott the Hoople, Van Halen, T. Rex e Sweet.

## História
Os irmãos Justin Hawkins e Dan Hawkins nasceram em Suffolk, na Inglaterra, e montaram uma banda de covers, com Dan nos vocais. Em 1997, Justin foi para a universidade em Huddersfield e Dan foi para Londres à procura de uma banda em que ele pudesse tocar. Foi lá que conheceu o baixista Frankie Poullain, com quem dividiu um apartamento.
Nos finais de semana, Justin e um baterista amigo dos irmãos, Ed Graham, visitavam Dan em Londres. O trio montou uma banda de rock progressivo chamada Empire. Não durou muito porque eles não ficaram satisfeitos com o resultado, principalmente com a performance de Dan nos vocais. Um tempo depois, Justin participou de um concurso com a canção “Bohemian Rhapsody”, do Queen. Dan ficou impressionado com a performance do irmão e percebeu que Justin deveria cantar dali para frente.
Os irmãos decidiram chamar os amigos de volta. Frankie estava na Venezuela e voltou para Londres. Já Ed Graham tocava em outra banda, mas saiu para acompanhar o grupo. Em 2000, nascia o grupo de glam rock The Darkness e os dois primeiros anos foram dedicados ao circuito musical de Londres. Em 2002 saiu o EP "I Believe in a Thing Called Love", pelo selo independente Must Destroy Music.
Naquele ano, eles abriram shows para o Deep Purple e Def Leppard e, no início de 2003, foi lançado o single "Get Your Hands Off My Woman", que alcançou a 36º na parada britânica. A Atlantic Records interessou-se pelo grupo e colocou nas lojas o disco de estreia “Permission to Land”. Antes de chegar nos Estados Unidos, o grupo teve que regravar uma canção do disco para tirar o excesso dos palavrões. Um ano depois do lançamento, comemoraram 1,2 milhões de cópias vendidas na Inglaterra e mais de meio milhão nos Estados Unidos.
A consagração veio em 2004, com quatro indicações ao Brit Awards. Foram elas: Grupo Revelação, melhor Grupo Inglês, Banda de Rock e Disco. O grupo levou as três últimas.
Em 2005, Frankie Poullain sai da banda e é substituído por Richie Edwards, no mesmo ano que estava sendo gravado o álbum "One Way Ticket to Hell... and Back". Richie Edwards não tocou baixo no disco, pois todas as gravações já haviam sido feitas por Frankie. No ano de 2006, a banda lançou dois singles: "Is It Just Me" e "Girlfriend", porém, no meio do ano, é anunciada a saída do vocalista Justin Hawkins. O motivo foi divulgado na internet e segundo o próprio Justin sua dependência em drogas o impossibilitava de continuar a banda.
No começo de 2007, é anunciada a entrada de um novo integrante na banda, Toby MacFarlaine - que assumiu o posto de baixista no lugar de Richie, que se tornou vocalista. Porém, antes da metade do ano é anunciado o fim do The Darkness, tendo "One Way Ticket to Hell... and Back" como último trabalho da banda em conjunto. Mesmo após o anúncio oficial, a banda continuou fazendo shows, mesmo declarado o fim do grupo após o término da turnê.
Os ex-membros do The Darkness - Dan, Ed e Richie - formam uma nova banda, Stone Gods, junto com Toby.

### O retorno
The Darkness voltou em 2011, e já anunciou que vai tocar no Download Festival dia 10 de junho. A banda vai voltar com os seguintes integrantes: Justin Hawkins, Dan Hawkins, Frankie Poullain e Ed Graham. Em 20 de agosto de 2012 é lançado o Álbum Hot Cakes, que possui 11 faixas.
A banda abriu o show da Lady Gaga com a Turnê The Born This Way Ball no Brasil em novembro, nos dias 9 (Rio de Janeiro), 11 (São Paulo) e 13 (Porto Alegre). O setlist dos shows foi: 1. Every Inch of You; 2. Street Spirit (Fade Out) (Radiohead cover) (Somente em Porto Alegre); 3. Growing on Me; 4. Black Shuck (Somente em Porto Alegre); 5.One Way Ticket (Não performada em Porto Alegre); 6. Get Your Hands Off My Woman; 7. Love Is Only a Feeling; 8. I Believe in a Thing Called Love; 9. Love on the Rocks with No Ice

### Last of Our KindePinewood Smile
A banda volta em 2015 com Last of Our Kind. O álbum conta com a baterista Emily Dolan Davies, porém, após um mês de banda, Davies decide por deixar o grupo, dando lugar ao filho de Roger Taylor (baterista do Queen), Rufus Tiger Taylor. Após uma grande energia demonstrada com a nova formação, o The Darkness retorna ao estúdio e lança seu quinto álbum de estúdio, intitulado Pinewood Smile. Produzido por Adrian Bushby, o álbum foi lançado em 6 de outubro de 2017 e é o primeiro álbum da banda a ser lançado pela Canary Dwarf Records e Cooking Vinyl. É também o seu primeiro álbum a apresentar Rufus Tiger Taylor na bateria.
Os detalhes do álbum foram revelados pela primeira vez em março de 2017 na página do Facebook da banda, e foi estimado para lançamento no final de 2017. O título do álbum e mais detalhes foram revelados mais tarde, em 21 de julho de 2017, com o título do álbum sendo revelado como Pinewood Smile. O álbum foi gravado inteiramente em Cornwall e foi produzido pelo premiado produtor e engenheiro Adrian Bushby, que trabalhou com outras bandas de rock como Muse, Foo Fighters e Smashing Pumpkins. No mesmo dia, o primeiro single do álbum, "All the Pretty Girls", foi lançado. Dois outros singles do álbum - "Solid Gold" e "Happiness" - foram lançados em 18 de agosto e 10 de novembro, respectivamente. "Southern Trains" também foi lançado em 25 de setembro, mas não como um single oficial.

## Membros
- Justin Hawkins – vocal, guitarra, teclados
- Dan Hawkins – guitarra, vocal
- Frankie Poullain – baixo
- Rufus Tiger Taylor – bateria

## Discografia

### Álbuns de estúdio
- Permission to Land (2003)
- One Way Ticket to Hell... and Back (2005)
- Hot Cakes (2012)
- Last of Our Kind (2015)
- Pinewood Smile (2017)
- Easter Is Cancelled (2019)
- Motorheart (2021)
- Dreams on Toast (2025)

### Álbuns ao vivo
- Live at Hammersmith (2018)

### EP
- I Believe in a Thing Called Love (2002)

## Dvd Singles
- "Growing On Me" (2003)
- "I Believe In A Thing Called Love" (2003)
- "Christmas Time (Don't Let The Bells End)" (2003)
- "Love Is Only A Feeling" (2004)
- "One Way Ticket" (2005)
- "Is It Just Me?" (2005)
- "Girlfriend" (Dvd single) (2005)

## Singles
| Lançamento       | Single                                     | UK Singles Chart | Mainstream Rock Tracks chart\|US Mainstream Rock | Australian Recording Industry Association\|AUS Singles Chart | Álbum                              | B-Sides |
| ---------------- | ------------------------------------------ | ---------------- | ------------------------------------------------ | ------------------------------------------------------------ | ---------------------------------- | --- |
| Fevereiro 2003   | "Get Your Hands Off My Woman"              | 43               | 16                                               |                                                              | Permission to Land                 | "Best Of Me" |
| 16 Junho 2003    | "Growing On Me"                            | 11               | 41                                               | 46                                                           | Permission to Land                 | "How Dare You Call This Love?" "Bareback" |
| 22 Setembro 2003 | "I Believe in a Thing Called Love"         | 2                | 9                                                | 40                                                           | Permission to Land                 | "Makin Out" "Physical Sex" "Out Of My Hands" |
| Dezembro 2003    | "Christmas Time (Don't Let the Bells End)" | 2                |                                                  |                                                              | -                                  | "I Love You 5 Times" |
| Março 2004       | "Love Is Only a Feeling"                   | 5                | 22                                               | 35                                                           | Permission to Land                 | "Planning Permission" "Curse Of The Tollund Man" |
| Novembro 2005    | "One Way Ticket"                           | 8                | 17                                               | 36                                                           | One Way Ticket to Hell... and Back | "Wanker" "Grief Hammer" |
| Fevereiro 2006   | "Is It Just Me?"                           | 8                | 19                                               | 39                                                           | One Way Ticket to Hell... and Back | "Shit Ghost" "Shake (Like A Lettuce Leaf)" |
| 22 Maio 2006     | "Girlfriend"                               | 39               |                                                  |                                                              | One Way Ticket to Hell... and Back | "Girlfriend (The Richie Edwards Remix Feat. DJ Tidy Brine)" "Girlfriend (Space Cowboy Hard & Fast Mix)" "Girlfriend (Freelance Hellraiser 'Screaming' J Hawkins' Mix)" "Girlfriend (British Whale Mix)" "Girlfriend (Space Cowboy House Mix)" |

## Prêmios

### 2003
- Kerrang! Melhor Álbum (Permission To Land)
- Kerrang! Melhor Actuação Ao Vivo
- Metal Hammer 'Golden God'(Deus Dourado) para Melhor Single (Get Your Hands Off My Woman)

### 2004
- Kerrang! Melhor Banda Inglesa
- Kerrang! Melhor Actuação Ao Vivo
- Metal Hammer 'Golden God'(Deus Dourado) para Melhor Clipe ("Love Is Only a Feeling")
- Ivor Novello Award para Compositor do Ano
- BRIT Awards|BRIT Award para Melhor Actuação
- BRIT Awards|BRIT Award para Melhor Actuação de Rock
- BRIT Awards|BRIT Award para Melhor Álbum (Permission To Land)
- MTV Europe Music Award para Melhor da MTV2 UK & Ireland Act.
- IFPI Platinum Europe Award por vender na Europa 1,000,000 de discos(triplo Platinum) (Permission To Land)
- Elle Style Award para Banda Mais Estilosa
- Meteor Ireland Award para Melhor Álbum (Permission To Land)
- Smash Hits! Pollwinners' Party para Melhor Rock Award
- RIAA Gold Award Certificação de vendas digitais para 100,000 downloads (I Believe In A Thing Called Love)
- European Border Breakers Award para Melhor venda fora de seu pais em 2003 (na Europa) (Permission To Land)

### 2005
- ASCAP Award para um dos trabalhos mais executados nos EUA (I Believe In A Thing Called Love)

### 2006
- MTV Australia Awards Melhor Clipe de Rock para One Way Ticket.